# ゴスプラン
ゴスプラン（ソ連国家計画委員会、Госплан Gosplan・Государственный комитет по планированию）は、ソビエト連邦における生産計画を決定する国家組織。ソ連における計画経済を実現するために、経済動態を把握し、需給のバランスを計算した上で具体的な計画を立案した。

## 概要
- 1921年2月22日　RSFSR State Planning Commission　として設立
- 1923年8月21日  ソビエト連邦設立とともにthe USSR State Planning Commission に改称
- 1955年5月　USSR Council of Ministers State Commission for Perspective Planning　と USSR Council of Ministers Economical Commission for Current Planning of State Economy に分割される
- 1991年 ソビエト崩壊とともに消滅

## ゴスプラン出身の有名人
- ニコライ・コンドラチェフ - 経済学者（コンドラチェフの波）
- ヴァシリー・クズネツォフ - 最高幹部会議長代行
- アレクセイ・コスイギン - ソ連首相
- ニコライ・チーホノフ - ソ連首相
- ニコライ・ルイシコフ - ソ連首相
- ヴァレンチン・パヴロフ - ソ連首相
- ニコライ・タルイジン - ソ連第一副首相。
- マクシム・サブーロフ - ソ連第一副首相。
- ユーリ・マスリュコフ - ロシア連邦第一副首相。ゴスプラン最後の議長。
- ミハイル・カシヤノフ - ロシア連邦首相。